# بير ترانزيت
حافلات التنقل، هي خدمة الحافلات التي تديرها إدارة المواقف والمواصلات بجامعة كاليفورنيا ، بيركلي.  يضم اسطولها مجموعة من الشاحنات الصغيرة وحافلات الركاب (صغيرة و متوسطه الحجم) التيار المتردد . في أوائل 2000s العقد الأول من القرن الحالي، تم تجديد حافلات الركاب المستخدمة بواسطة التيار المتردد . تربط حافلات التنقل مناطق مختلفة من الجامعة، بما في ذلك سكن الطلاب والحرم الجامعي الرئيسي ومنطقة هيل ووسط مدينة بيركلي (بما في ذلك بارت بيركلي) والمواقع البعيدة مثل: (قاعة لورانس للعلوم) في تلال إيست باي وحرم كلارك كير جنوب الحرم الجامعي الرئيسي. كما يوفر خدمة نقل مكوكية إلى محطة (ريتشموند فيلد ) وهي منشأة بحثية مملوكة أيضًا للجامعة، وتقع في ريتشموند.

## الطرق والخدمات
تدير حافلات التنفل خمسة طرق نهارية وخمسة طرق ليلية تعمل في الغالب حول حرم جامعة كاليفورنيا في بيركلي ( الخط ريتشموند فيلد، الموصوف لاحقًا) ، وكلها تخدم محطة بيركلي بارت 
على كل مباريات كال كرة القدم المنزلية في كال ، تنقل المكوكات يوم المباراة الطلاب والزوار إلى استاد كاليفورنيا التذكاري. قبل ساعتين (2) ساعة واحدة (1) بعد بدء المباريات. خدمة الإرجاع بعد الألعاب محدودة. 

## روابط خارجية
- قائمة طرق وأوصاف Bear Transit
- دليل نظام Bear Transit[وصلة مكسورة]
- معلومات يوم اللعبة[وصلة مكسورة]